# Emigdio Ayala Báez
Emigdio Ayala Báez nació en el pueblo de Escobar, en el departamento de Paraguarí, Paraguay, el 5 de agosto de 1917.

## Primeros pasos de su carrera
Inició su carrera artística junto al maestro Herminio Giménez, con quien, hacia 1940, emprendió su primera gira artística de presentaciones por el Brasil.
En 1941, el afamado conjunto de Félix Pérez Cardozo grabó su obra “Mi dicha lejana”, una bella guarania amatoria, con lo cual cobró enorme popularidad y predicamento.
En 1947 participó de una nueva gira artística junto a Herminio Giménez, esta vez por la Argentina.

## Trayectoria
En 1948 fue invitado por Eladio Martínez a hacer parte de una delegación artística que concurriría a las Olimpíadas de Londres, Inglaterra, con el patrocinio de Sir Eugen Millington Drake para suplir la ausencia paraguaya en lo deportivo. En esta travesía europea escribiría, junto a Martínez, la guarania “Oración a mi amada”, una de las canciones de amor más ricas y populares del Paraguay. El “Trío Olímpico”fue uno de los mejores, que así se denominó aquel grupo integrado también por el arpista Albino Quiñónez, se presentó con enorme suceso en programas especiales de la BBC de Londres, cantando ante las delegaciones deportivas y culturales de los distintos países del mundo, en la célebre Universidad de Oxford y ante la propia familia real británica, prolongando su gira a varias otras ciudades europeas.
Se radicó por décadas en Buenos Aires, Argentina regresando al Paraguay recién a finales de los años ‘80. Fue socio fundador de APA (Autores Paraguayos Asociados) y socio vitalicio de SADAIC (Sociedad Argentina de Autores y Compositores).

## Últimos años
Falleció en su pueblo Escobar en el departamento de Paraguarí el 24 de febrero de 1993 a causa de su tercer derrame cerebral la cual ya no pudo soportar.

## Obras
A más de las nombradas, figuran entre sus obras “A mi pueblito Escobar” (una de las acuarelas más hermosas escritas jamás en la música popular del Paraguay), “Sol de América” (polca del Club Deportivo del mismo nombre), “Lejana flor” (también en coautoría con Eladio Martínez), “Dulce polquita”, “Nde tapere”, “Noche en el corazón” y “Palomita ven”.